# Documentació de la Unió Europea
La documentació generada per les institucions i organitzacions oficials de la Unió Europea (UE) implica una gran quantitat de documents disponibles cada any. La documentació és dividida oficialment en documentació de treball intern i documents publicats, aquests últims específicament fets per a la distribució fora de les institucions. L'organització encarregada de la coordinació de la impressió, venda i distribució dels documents de totes les institucions és l'Oficina per les Publicacions Oficials de la Unió Europea, creada el 1969.
S'estimà que el 1982 uns 40 milions de lliures esterlines foren destinades a la publicació de documents de les diverses institucions, equivalent a quasi 2.000 milions de pàgines de text imprès. S'estimà que el 1984 es publicaren quasi 2.500 documents relatius a les regulacions de les Comunitats Europees i entre uns 5.000 i 7.000 documents que eren estudis, publicacions periòdiques, publicacions anuals i pamflets.
La documentació interna, com els esborranys, ha sigut peticionada que fora més accessible durant els anys vuitanta del segle XX per part de resolucions i informes del Parlament Europeu. Certes categories d'aquesta documentació ja eren sistemàticament disposades com a disponibles per al públic, com els documents de la Comissió, els informes de comissions del Parlament Europeu i les opinions i informes del Comité Econòmic i Social.
Thomson (1992, p. 5) explica que les publicacions de la Unió Europea es caracteritzen per un pobre control bibliogràfic, mètodes informals i descentralitzats de publicació i una gran quantitat d'exemplars publicats que donen problemes per als usuaris d'aquesta. Els patrons de documentació han variat sense seguir cap pla coherent. El 1981 un informe de la Cort d'Auditors informà que solament la Comissió tenia un comité de publicacions o un programa de publicacions anual. Des d'aquest informe va establir-se una coordinació interna entre i dins les institucions de la UE.

## Venda i preus
Fins al 1980, la majoria de les publicacions eren distribuïdes gratuïtament. Fins al 1975 s'estimà que entre el 5 i 10% dels documents impresos eren genuïnament vendes. El 1980 hi havia unes 297.400 adreces per a les llistes de correu.
Durant la dècada de 1980, la major part de les llistes de correu foren computeritzades i revisades parcialment. La distribució gratuïta va ser limitada a organitzacions revelants com departaments governamentals i biblioteques dipòsit de la Unió Europea. L'establiment de preus fou canviat implicant que no hi haguera tantes publicacions a l'abast gratuït.

## Categories de la documentació generada per la Unió Europea
Ian Thomson proposa la següent categorització de la documentació de la Unió Europea:

### Documentació legislativa
Aquesta documentació és publicada per obligació de la llei. Inclou des dels tractats fundacionals fins a les regulacions i directives.
Consisteix en el Diari Oficial de la Unió Europea i els tractats. Encara que els acords amb països externs són publicats obligatòriament en el Diari Oficial, no és estrany que siga publicat a part abans que siga publicat formalment en el Diari Oficial.

### Documentació del procés legislatiu
Durant el procés de creació de lleis de la Unió Europea es genera documents de treball, la majoria de la qual no està disponible al públic.

### Investigacions
Les activitats investigadores resulten en dos tipus de documentació. El primer tipus és generat en les investigacions fetes per a reunir evidència per a una iniciativa de política. El segon tipus és generat per la recerca externa demanada sobre un rang de temes per a ajudar a la Unió Europea perquè mantinga una posició econòmica competitiva i que siga líder en els avanços tecnològics i científics.

### Documentació explicativa i d'antecedents
Són els documents amb els quals la Unió Europea explica al profà i a grups de persones i sectors especialitzats què fa i per què.